# آب‌بر (زنجان)
آبْ‌بَر یکی از شهرهای استان زنجان ایران است. این شهر مرکز شهرستان طارم است. جمعیت این شهر بر طبق سرشماری سال ۱۳۹۵، برابر با ۸٬۰۹۱ نفر بوده‌است.